# Subaru XV
El Subaru XV es un crossover SUV del segmento C producido por el fabricante japonés Subaru desde el año 2011.
El Subaru XV está desarrollado sobre la misma plataforma que el Subaru Impreza de cuarta generación y sustituye al Subaru Impreza XV. Sobre esta base cambios técnicos y estéticos así como el cambio de denominación para independizarlo del modelo Impreza refuerzan su posicionamiento dentro del segmento de los SUV.
Estéticamente está caracterizado por una carrocería tipo hatchback de cinco puertas, de línea continuista a la del Subaru Impreza de tercera generación, con una posición sobre-elevada, anchos pasos de rueda ampliados con molduras plásticas en color contrastado con la carrocería que se continúan por los bajos del vehículo en los laterales y los paragolpes delantero y trasero. El Subaru XV incorpora motores de gasolina o diésel tipo bóxer.

## Primera generación (2012-2017)
La primera generación del XV fue presentada, primero como prototipo y luego como anticipo del modelo de producción en serie en varios salones del automóvil: Shanghái 2011, Fráncfort 2011.

Finalmente fue presentada con un diseño prácticamente igual a los últimos prototipos en diciembre de 2011 y su comercialización comienza en enero de 2012 en Europa. 

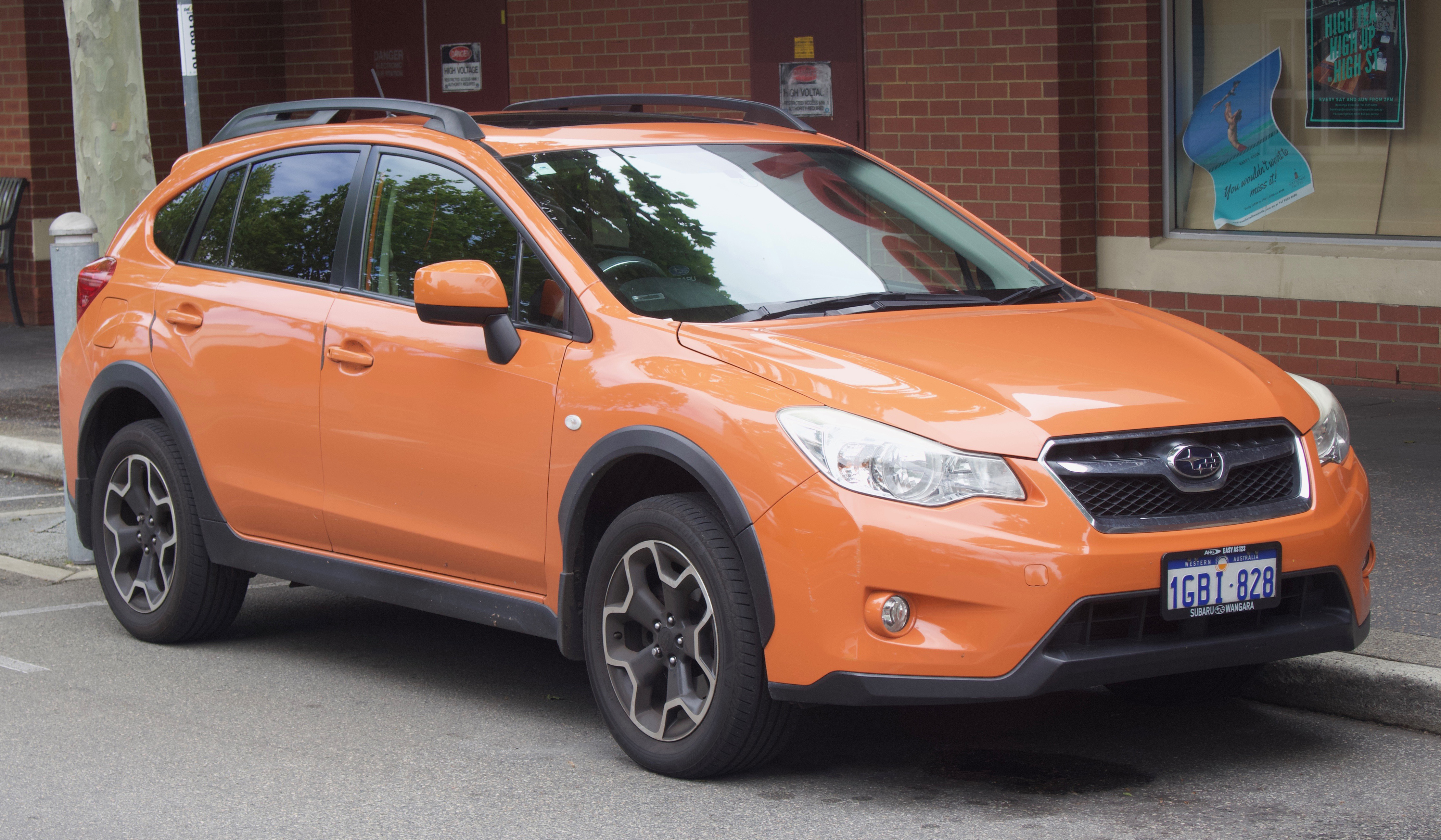
Vista delantera (Australia)
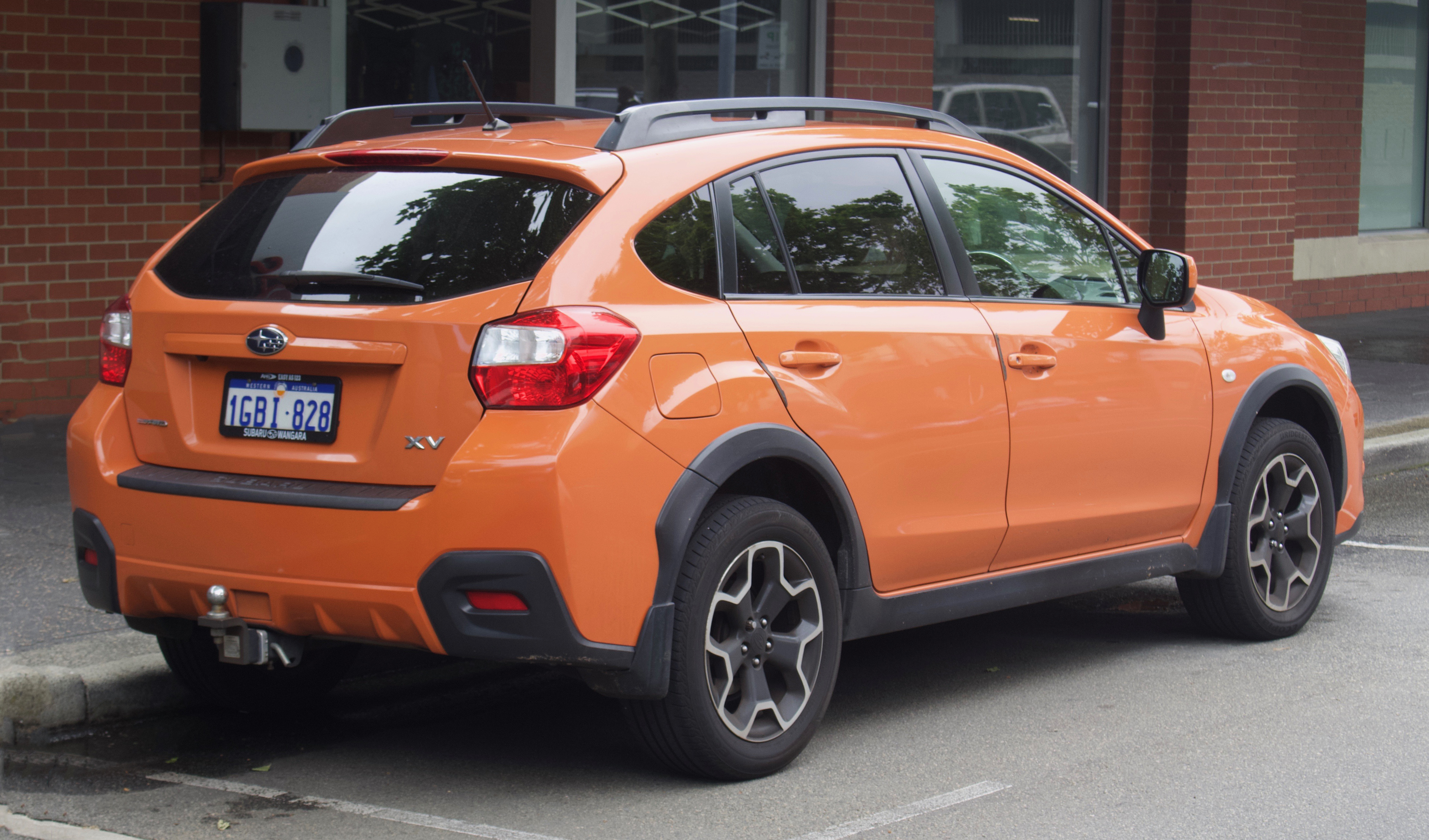
Vista trasera (Australia)

### Características técnicas
- Dimensiones:
  - Largo: 4450 mm.
  - Ancho: 1780 mm.
  - Altura: 1570 mm.
  - Distancia entre ejes: 2630 mm.

- Dimensiones interiores:
  - Maletero: de 380 litros con kit antipinchazos.

- Mecánica:
  - Motores: Tipo Boxer, cuatro cilindros opuestos colocados de forma longitudinal.
 Gasolina de 1.6 litros con 117 CV a 5.600 rpm y 150 Nm de par a 4.000 rpm 
 Gasolina 2.0 litros con 156 CV a 6.200 rpm y 196 Nm de par a 4.200 rpm.
 Diésel de 2.0 litros con 156 CV a 3.600 rpm y 350 Nm de par entre 1.600 y 7 2.400 rpm.

- - Cambio:
Manual de 5 relaciones para el 1,6 litros.
 Automático CVT Lineartronic para el 2.0 de gasolina.
 Manual de 6 marchas para el diésel.

- Prestaciones:
  - 0 - 100 km/h: /> 13,1 s para el gasolina 1,6.
 10,7 s para el 2.0 gasolina.
 9,3 s para el diésel.
  - Velocidad máxima: /> 179 km/h para el gasolina 1,6.
 187 km/h para el 2.0 gasolina.
 198 km/h para el diésel.

- Consumos y emisiones:
  - Consumo medio: /> 6,5 l/100 km para el gasolina 1,6.
 6,6 l/100 km para el 2.0 gasolina.
 5,6 l/100 km para el diésel.
  - Emisiones de CO2: /> 151 g/km. para el gasolina 1,6
 153 g/km para el 2.0 gasolina.
 146 g/km para el dos litros diésel.

## Segunda generación (2017-presente)
La segunda generación del XV tiene una renovación completa y una nueva plataforma más allá del restyling que servirá para los próximos modelos de la marca, con respecto a la versión anterior crece 15mm, la caja de cambios es CVT para las motorizaciones que se ofrecen tanto el 1.6 como el 2.0.

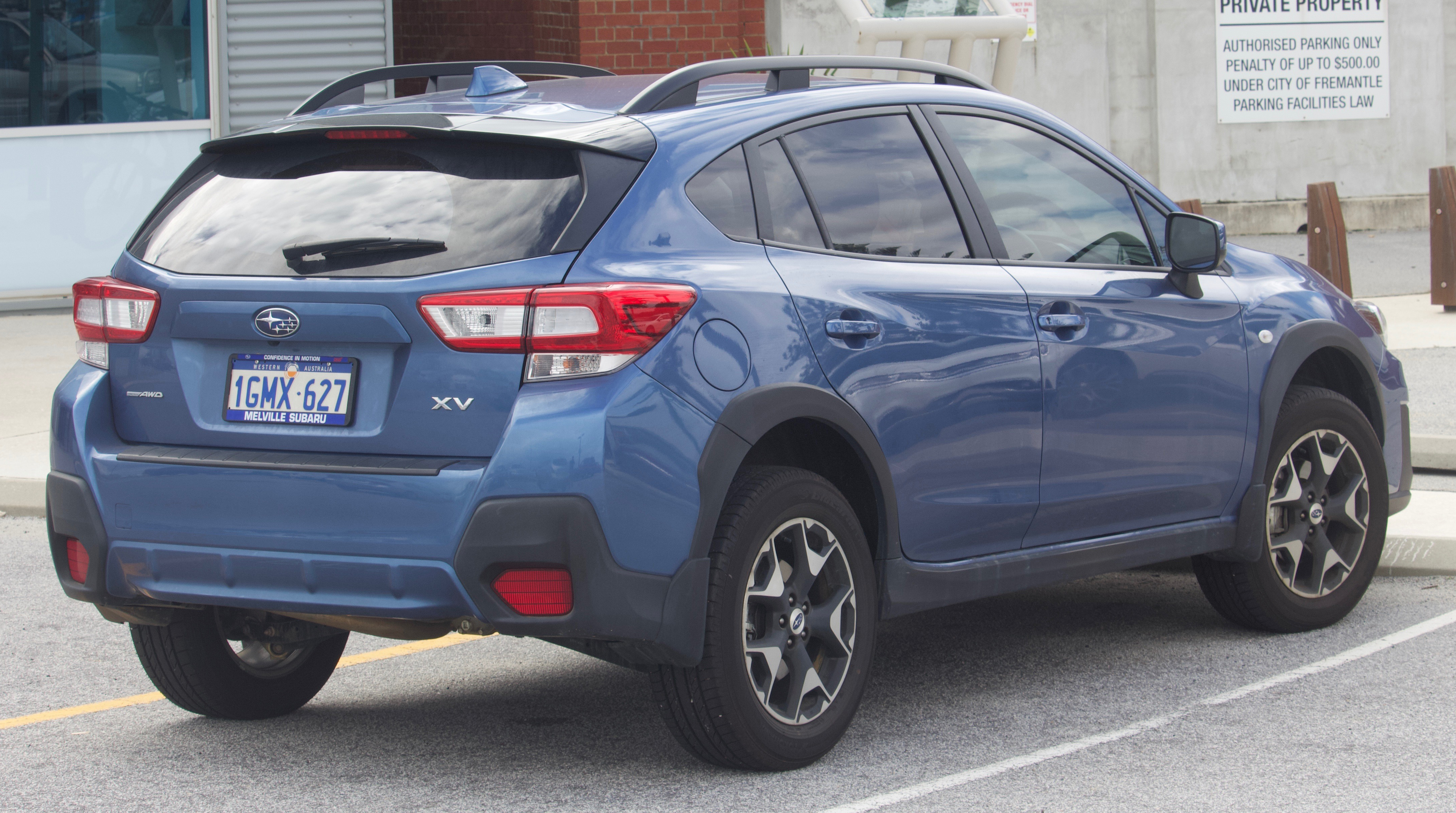
Vista trasera (Australia)
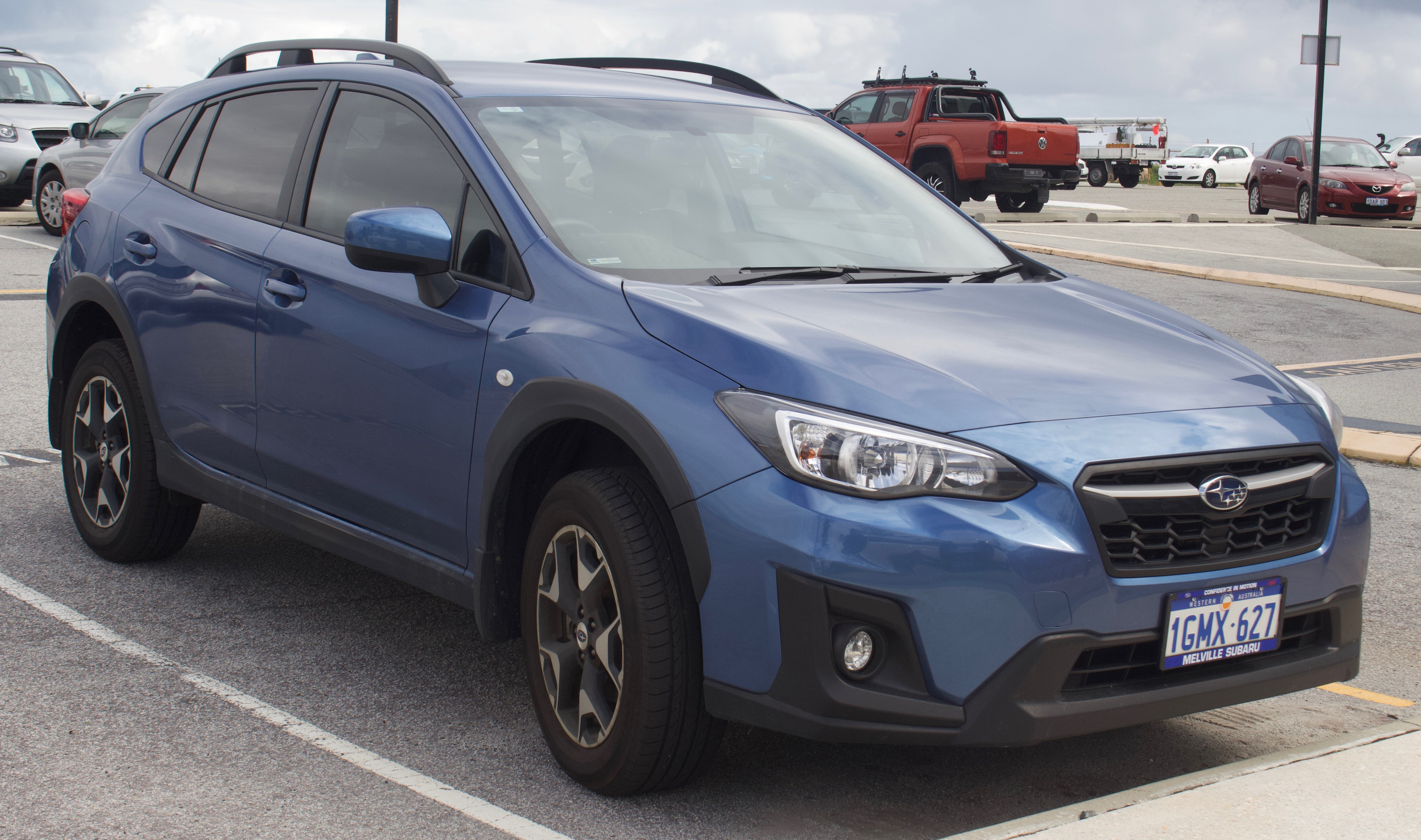
Vista delantera (Australia)